# Основно училище „Тодор Каблешков“ (Пловдив)
Основно училище „Тодор Каблешков“ се намира в квартал Прослав, Пловдив, ул. „Елена“ 6.
То е на 3 етажа. Директор е Емилия Алексиева. Начални учители са Христина Тодорова, Таня Станишева, Пенка Кърпачева, Недялка Иванова, Ралица Манолова и Ивелина Иванова. Учители в ГЦОУД са Михаела Димитрова, Мария Димитрова, Мирослава Драгославова,Надя Шингурева, Моника Георгиева и Елена Георгиева. Прогимназиални учители са Божана Димитрова, Стефка Радева, Неда Станчева, Георги Челибашки, Красилина Колева, Евдокия Димитрова, Емилия Атанасова.
На първия етаж се намират класните стаи на 1, 2, 3 клас, игротека физкултурен салон и лекарски кабинет.
На втория етаж се намират класните стаи на четвърти, пети, шести, учителска стая, канцелария и директорски кабинет.
На третия етаж се намират: класна стая на седми клас, кабинет по изобразително изкуство, кабинет по музика, кабинет по технологии.
През 2021 година училището навърши 142 години.